# 스위스 아미 맨
《스위스 아미 맨》(영어: Swiss Army Man)은 2016년 공개된 미국의 초현실주의 코미디 드라마 영화이다. 대니얼 콴과 대니얼 샤이너트가 공동 연출·각본을 맡았으며, 이들의 감독 데뷔작이다. 폴 데이노, 대니얼 래드클리프, 메리 엘리자베스 윈스테드 등이 출연하였다.
2016년 1월 22일 제32회 선댄스 영화제에서 전 세계 최초로 상영되었으며, 6월 24일 미국에서 제한 상영 형태로 극장에서 개봉한 뒤 7월 1일 미국 전역으로 상영관이 확대되었다. 평단으로부터 대체로 긍정 평가를 받았으며, 컬트 지지층이 형성되었다.

## 줄거리
어느 섬에 고립돼있던 행크는 목을 매달아 자살을 하려다가 해변에 떠밀려온 한 시체를 발견한다. 이 시체에서 끝없이 나오는 방귀가 시체를 추동하는 걸 본 행크는 시체를 제트 스키처럼 타고 바다를 건너 본토 해변에 닿고, 문명 사회와 떨어진 곳에서 시체와 머문다.
행크는 동굴 안에서 호우를 피하던 중 시체의 입에 빗물을 주입해 저장하면 시체를 식수 공급기로 사용할 수 있다는 걸 알게 된다. 시체는 곧 행크에게서 주워들은 영어를 구사하기 시작하고, 행크는 시체에게 매니라는 이름을 붙인다. 행크는 매니의 발기한 성기에 나침반 기능이 있다는 사실도 알게 된다.
행크는 죽기 전 삶을 전혀 기억하지 못하는 매니에게 사회에서 용인되는 행동과 외식, 영화관, 파티 등 삶의 다양한 즐거움을 가르치기로 한다. 또한 식물과 쓰레기를 재료로 조악하게 만든 소품을 활용해 매니 본인이 늘 혼자 버스를 타는 세라라는 여성과 사랑에 빠져있다고 믿게 만든다. 이 사랑은 매니에게 행크와 문명 사회를 찾고 싶다는 동기를 부여한다.
사실 세라는 행크가 짝사랑하는 유부녀이며, 행크와 세라는 단 한 번도 말을 섞어본 적이 없다. 행크는 함께 타는 버스에서 몰래 찍었던 세라의 사진을 휴대 전화 바탕 화면으로 저장해놨으며 세라의 소셜 미디어를 염탐하고 있다. 행크는 본인이 세라 행세까지 하면서 매니에게 여성에게 말하는 법을 가르치고, 심지어 둘은 입까지 맞춘다. 그러나 행크는 매니에게 그가 실제로는 세라를 모른다는 사실을 일깨우게 되고, 매니는 배신감을 느끼는 한편 행크의 위선과 자기 검열에 질려 다시 완전히 죽기를 소망한다. 이후 행크는 매니의 정신 조종 능력의 영향인 듯 환각을 경험한다.
그러나 매니는 행크가 곰에게 공격을 받자 처음으로 스스로의 힘으로 움직여 방귀에 불을 붙여 곰을 쫓아낸다. 정신을 차린 행크는 매니가 자신을 세라의 집에 데려왔다는 걸 알게 된다. 매니는 세라의 딸 크리시에게 자신의 능력을 보여주다가 발기 나침반으로 크리시가 겁을 먹게 하고, 세라는 경찰을 부른다. 행크는 지역 방송사와 인터뷰를 한 뒤 평범한 시체 상태가 된 매니를 갖고 도망친다. 세라의 집 근처에서 행크가 지어놓은 구조물들이 발견되고, 행크는 그간 숲이 아니라 이곳에 머물렀음이 암시된다.
경찰, 세라의 가족, 방송국 직원들, 행크의 아버지가 행크의 뒤를 쫓고, 결국 경찰에게 잡힌 행크는 길게 방귀를 뀐다. 그러자 매니 역시 방귀를 뀌더니 방귀의 힘으로 바다로 빠르게 떠나가면서 모두를 충격에 빠뜨린다. 행크와 매니는 마지막으로 미소를 교환한다.

## 출연
- 폴 데이노 - 행크 톰프슨 역
- 대니얼 래드클리프 - 매니 역
- 메리 엘리자베스 윈스테드 - 세라 존슨 역
- 리처드 그로스 - 행크 아버지 역
- 앤토니아 리베로 - 크리시 역
- 셰인 커루스‎ - 검시관 역